# Unda (Fluss)
Die Unda (russisch Унда) ist ein 273 Kilometer langer rechter Nebenfluss des Onon in Transbaikalien (Russland, Asien).

## Verlauf
Die Unda entspringt gut zwölf Kilometer südwestlich der Bergbausiedlung Werschino-Schachtaminski in etwa 1000 m Höhe an der Südflanke eines nordöstlichen Ausläufers des Kukulbeigebirges, das hier mit dem Berg Utschaschtschina eine Höhe von 1412 m erreicht. Der Fluss durchschneidet den Kamm dieses Mittelgebirges in nördlicher Richtung und wendet sich dann in einem weiten Bogen nach Südwesten. Sein breites Tal bildet hier die südliche Begrenzung des Borschtschowotschnygebirges; südlich erstreckt sich das Onongebirge.
Der Fluss mündet gut 40 Kilometer südwestlich des Bergbauzentrums Balei, der einzigen Stadt am Fluss, in 526 m Höhe in den Onon, Quellfluss der Schilka, die wiederum eine der Komponenten des Amur darstellt.
Wichtigster Nebenfluss ist der Talangui von links. In ihrem gesamten Verlauf durchfließt die Unda die Region Transbaikalien.

## Hydrographie
Das Einzugsgebiet der Unda umfasst 9170 km². In Mündungsnähe erreicht der Fluss eine Breite von 50 Meter bei nur knapp einem Meter Tiefe.
Die Unda gefriert von Ende Oktober/Anfang November bis Ende April, wobei sie bis zum Grund durchfriert. Die durchschnittliche jährliche Abflussmenge an der Mündung beträgt 0,833 km³ (entspricht 26,4 m³/s).

## Infrastruktur
Die Unda ist nicht schiffbar.
Das von der Unda durchflossene Gebiet ist, verglichen mit anderen Teilen Transbaikaliens, dicht besiedelt. Praktisch entlang dem gesamten Flusslauf gibt es Orte; die größten neben der Stadt Balei sind die Dörfer Schelopugino und Undino-Posselje.
Daher ist das Gebiet relativ gut durch Straßen erschlossen. Die Regionalstraße R428, die von Nertschinsk kommend das Borschtschowotschnygebirge über einen etwa 1000 Meter hohen Pass überquert, kreuzt den Fluss knapp 20 Kilometer oberhalb von Balei, um dann entlang des Nebenflusses Talangui in Richtung des Dorfes Schonoktui zu führen, wo über die R430 Anschluss nach Borsja besteht. Eine Zweigstraße führt direkt nach Balei und weiter flussabwärts. Die R429 von Sretensk über Gasimurski Sawod und Nertschinski Sawod nach Olotschi am Argun und der Grenze zur Volksrepublik China folgt dem oberen Mittellauf der Unda auf etwa 30 Kilometern ab Schelopugino.
Im Einzugsgebiet der Unda wird seit dem 18. Jahrhundert Bergbau betrieben, darunter heute auf Gold bei Balei und Molybdän bei Werschino-Schachtaminski, der zwar in den letzten Jahrzehnten eine Krise erlebt, aber dennoch bedeutsam ist.